# Kokoda Front Line!
Kokoda Front Line! ist ein australischer Dokumentarfilm aus dem Jahr 1942.

## Handlung
Der Kameramann Damien Parer filmte australische Einheiten bei ihrem Kampf um den Kokoda Track im Juli und August 1942. Gezeigt werden Abwürfe von Nachschub, das Evakuieren Verwundeter durch einheimische Träger und australische Soldaten, die ihr Camp in Richtung Front verlassen.

## Auszeichnungen
1943 wurde der Film in der Kategorie Bester Dokumentarfilm neben drei anderen mit dem Oscar ausgezeichnet.

## Hintergrund
Uraufgeführt wurde der Film am 18. September 1942 in Australien.
Produziert wurde der Film vom Australian News and Information Bureau.
Der Film ist die erste mit einem Oscar ausgezeichnete australische Produktion.